# Цистицеркоз
Цистицерко́з (лат. Cycticercosis) — гельмінтоз, який спричинює паразитування у тканинах і органах людини личинкової стадії свинячого ціп'яка — цистицерків (Cysticercus cellulosae). Найчастіше цистицерки уражають ЦНС, очі та м'язи. Ураження людини статевозрілими дорослими особинами свинячого ціп'яка називають теніозом.

## Історія вивчення
Цистицеркоз (під назвою «фіноз свиней») описав ще Гіппократ, а потім і Арістотель у його роботі «Історія тварин». У 1558 році німецький лікар Й. У. Румлер вперше виявив цистицерки — тумороподібні утворення на мозкових оболонах у померлого від епілепсії, але він не пов'язав ці зміни з можливістю їх гельмінтного походження. Достовірний опис цистицерків в мозку людини зробив німецький анатом Й. П. Гартманн у 1685 році та італійський анатом Марчелло Мальпігі в 1697 році, але ці дослідники вважали, що вони вивчають особливий, окремий вид гельмінтів. І тільки в 1784 році німецький дослідник Йоганн Геце доказав, що цистицерки є личинковою стадією Taenia solium.

## Актуальність
Цистицеркоз є найбільш поширеним паразитарним неврологічним захворюванням людини. Хоча точна інформація про поширення цистицеркозу відсутня, відомо, що цю інвазію, як ендемічну, реєструють на всіх континентах, за винятком Австралії, але й там її виявляють в іммігрантів. Цистицеркоз широко поширений у Латинській Америці від Мексики до Чилі. У Північній Америці цистицеркоз у цілому спостерігають зрідка, але в останнє десятиліття його усе частіше реєструють серед іммігрантів. Осередки цистицеркозу є в Китаї, Індії, Пакистані, на Філіппінах і в Індонезії, спорадичні випадки виявляють на Африканському континенті. Нині цистицеркоз рідко спостерігають в Європі та, зокрема, в Україні.
T. solium при виникненні цистицеркозу є причиною 30% випадків епілепсії в багатьох ендемічних районах, де люди та свині живуть поруч. У групах високого ризику це може бути пов’язано з 70% випадків епілепсії.

## Етіологія

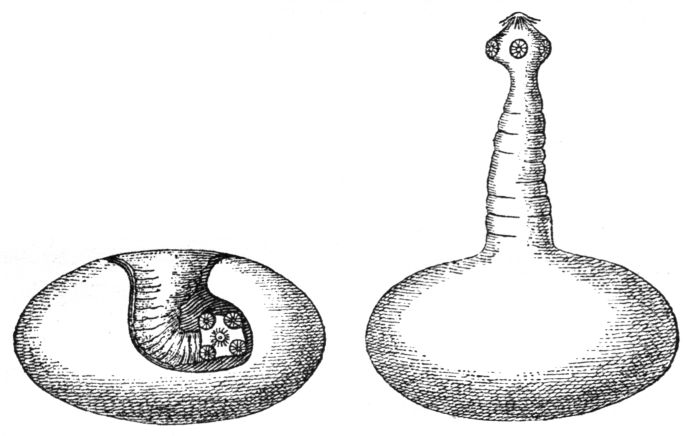
Cysticerus cellulosae всередині фіни і механізм його розправлення.

## Епідеміологічні особливості
Хворі на теніоз люди є заразними для тих, хто їх оточують, через можливість виділення зрілих яєць у навколишнє середовище, що може призводити до інфікування здорових людей фекально-оральним механізмом передачі. Безпосередньо інвазування відбувається через вживання в їжу харчових продуктів або через воду, яка забруднена фекаліями, що містять яйця Taenia solium. Поряд з фекальним забрудненням певну роль у поширенні яєць відіграють мухи, які залишають їх на поверхні продуктів, на об'єктах зовнішнього середовища. В останньому випадку реалізується побутовий шлях зараження цистицеркозом. Зрідка можливе автоінвазійне зараження — при наявності в хворого теніозу та закиданні зрілих проглотид Taenia solium з кишечника до шлунку при антиперистальтиці з наступним їхнім перетравлюванням та звільненням десятків тисяч яєць. В цих випадках інвазія дуже інтенсивна. Причини антиперистальтики різноманітні: будь-яке харчове отруєння, алкогольне сп'яніння, вихід зі стану наркоза, введення зонда тощо. У такій ситуації у хворого можливий одночасний перебіг як теніозу, так і цистицеркозу.
Хворі на цистицеркоз без наявності теніозу не становлять небезпеку в епідеміологічному плані — від них зараження інших людей не відбувається.

## Патогенез
Проковтнуті яйця Taenia solium під дією шлункового соку звільняються від оболонки і вже в дванадцятипалій кишці онкосфери проникають у лімфатичні та мезентеріальні судини, по яких розносяться в різні органи, уражаючи ЦНС, скелетні м'язи, серце, очі, ротову порожнину і підшкірні тканини. Протягом 2-3 місяців онкосфери перетворюються в справжні цистицерки. Розвиваючись у різних тканинах, цистицерки спричиняють хронічну лімфоцитарну та гранульоматозну реакцію, утворюють фіброзну капсулу, її оточують нейтрофіли, еозинофіли, а пізніше — лімфоцити, плазматичні та гігантські клітини. У мозку цистицерки оточені «стінкою» з нейроглії, яка пізніше піддається дегенеративним змінам та її виявляють як безбарвне кільце, що відмежовує цистицерк від нормальної тканини мозку. Поверхнево розташовані капсули з цистицерком всередині можуть зберігатися протягом 20 років. У м'язах і деяких м'яких тканинах стінка капсули цистицерку піддається колапсу, стаючи зморшкуватою, і після кальцифікації набуває веретеноподібної форми. Однак у мозку такі капсули зберігають овальну чи сферичну форму. Капсули з цистицерком, який гине, оточені зоною гострого запалення з руйнуванням тканини. Загиблі цистицерки можуть розпадатися або залишаються in situ (на місці) і в наступному кальцифікуються (це відбувається після 3-х, а в мозку — 4-6 років).

## Клінічні прояви
До МКХ-10 включений «Цистицеркоз, який спричинює личинкова форма Taenia solium» (В.69). Згідно цьому додатково виділяють:
- Цистицеркоз ЦНС (В69.0);
- Цистицеркоз ока (В69.1);
- Цистицеркоз іншої локалізації (В69.8);
- Цистицеркоз не уточнений (В69.9).

Клінічна симптоматика цистицеркозу залежить від локалізації, стадії розвитку паразита, інтенсивності інвазії. Симптоми розвиваються через 60 днів — 30 років (у середньому, через 5 років) після зараження.

### Цистицеркоз ЦНС
Відомо, що мозок уражається в 60% випадків. Будь-яка ділянка нервової системи може бути включена у патологічний процес, симптоми мають місце в 50% випадків. Звичайними проявами є епілептиформні напади, які часто можуть виникати при різких рухах голови. Притаманний підвищений внутрішньочерепний тиск, нерідкі паралічі. Ймовірність нейроцистицеркозу може бути в будь-якої людини, яка має напади та проживає в ендемічній щодо цистицеркозу регіону. Хоча множинні цисти трапляються в понад 50% хворих, клінічно виражений нейроцистицеркоз можна умовно розподілити за локалізацією цист на 4 основні групи:
- у паренхімі мозку,
- на мозкових оболонах,
- у шлуночках мозку,
- у спинному мозку.

Нейроцистицеркоз також може проявлятися інфарктом мозку з гемісенсорним дефіцитом, диплопією, деменцією, корсаковським психозом, хворобою Паркінсона, мозочковим синдромом, шизофренією, біполярним афективним розладом, дизартрією, синдромом Браун-Секара тощо. У дітей початком клінічних проявів може бути гострий енцефаліт. Особливо тяжко і швидко прогресує так звана рацемозна менінгобазальна локалізація — при цьому групи цист обвивають подібно виноградним лозам базальні цистерни, призводячи до розвитку гідроцефалії та деменції.

### Цистицеркоз ока
Ураження очей пов'язані з розвитком цистицерків у передній камері ока або в камері склистого тіла. При прикріпленні цистицерків до тканин під сітківкою розвиваються набряк зорового сосочка, геморагії та васкуліт зорового диска. Локалізація личинок гельмінта в камері склистого тіла може супроводжуватися помутнінням його, хоріоретинітом, відшаруванням сітківки. Порушення зору може доходити до повної сліпоти. Слізні залози і вії очей також можуть бути уражені.

### Цистицеркоз іншої локалізації
Практично будь-який орган може бути ураженим при цистицеркозі, симптоми залежать від кількості та локалізації цист. Досить часто з'являються невеликі підшкірні вузли або внутрішньом'язові набряки, може мати місце також й міозит. При локалізації паразитів у серці може бути порушення серцевого ритму.

## Ускладнення
За відсутності неврологічних симптомів цистицеркоз має доброякісний перебіг. Звичайними причинами смерті є епілептичний статус, наслідки внутрішньочерепної гіпертензії. Пізні прояви цистицеркозу можна вважати ускладненнями. Частою є інвалідізація, в тому числі, і при цистицеркозі очей.

## Діагностика
Діагноз встановлюють на основі клінічних, епідеміологічних даних, імунологічних, рентгенологічних, ультразвукових методів дослідження, біопсії, офтальмоскопії.
Важливе значення для діагностики має факт відвідування ендемічних зон.
При підозрі на цистицеркоз усе тіло хворого слід ретельно пропальпувати для виявлення підшкірних і внутрішньом'язових вузлів.

### Діагностика нейроцистицеркозу

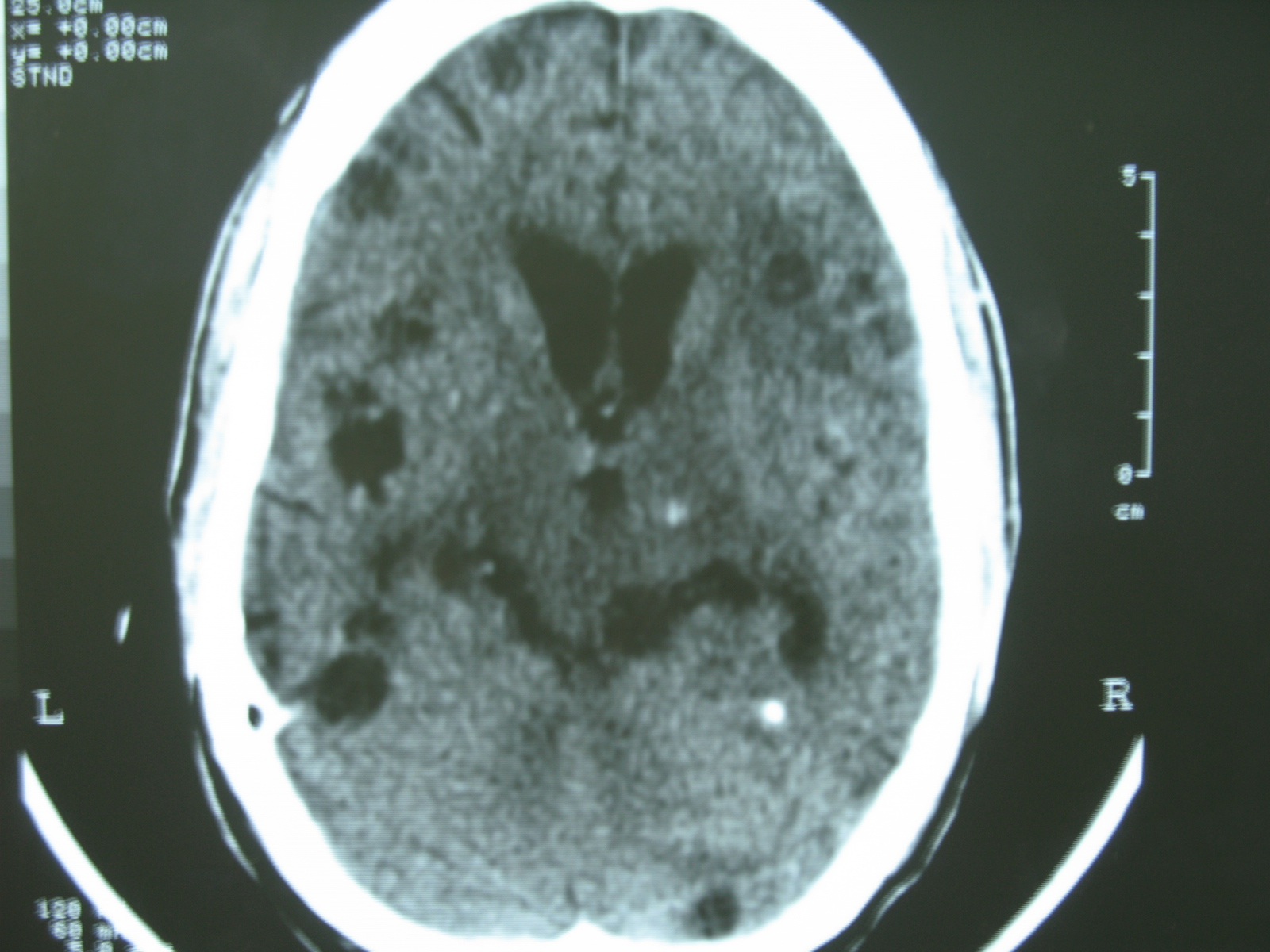
Великі кисти при нейроцистицеркозі (КТ головного мозку).

Рентгенологічно при нейроцистицеркозі виявляють множинні еліпсоподібні внутрішньочерепні кальцифікати різних розмірів, іноді аж до 7 см в діаметрі. Однак кальцифікація настає не раніше, ніж через 3 роки після зараження, а частіше ще пізніше — через 10 років і більше, але 97% хворих на цей час вже мають кальцифікати в скелетних м'язах. КТ, магнітно-резонансна томографія (МРТ) можуть виявляти некальцифіковані кисти, тому є діагностичними процедурами вибору. Вони на сьогодні адекватно замінили ті застарілі, нерідко громіздкі методи (ангіографія, ізотопне сканування, пневмоенцефалографія, вентрикулографія, мієлографія тощо), що колись широко використовували для діагностиці цистицеркозу.

При нейроцистицеркозі відзначають підвищення тиску спинномозкової рідини, плеоцитоз (5-500 і більше клітин в 1 мкл) з переважанням лімфоцитів або еозинофілів, підвищення рівня загального білка та імуноглобулінів. Низький рівень останніх свідчить про несприятливий прогноз.

### Цистицеркоз очей
Виявлять при рутинному офтальмологічному дослідженні.

### Інші методи діагностики

#### Біопсія
Нерідко для остаточного діагнозу необхідна біопсія. Остаточний діагноз залежить від результатів гістологічного дослідження цистицеркозних кист, що у випадку підшкірної локалізації видаляють під місцевою анестезією. Вилучений пухирець, наповнений опалесцентною рідиною, містить сколекс. Якщо паразит живий, він може випинати голівку і шийку, цей процес може бути стимульований зануренням його у теплий ізотонічний розчин натрію хлориду.

#### Паразитоскопічне дослідження фекалій
При дослідженні фекалій під мікроскопом іноді можна знайти яйця теніїд або проглотиди, що непрямо вказують на можливість цистицеркозу при встановленому теніозі.

#### Серологічне дослідження
Останніми роками підвищилися чутливість і специфічність серологічних методів (реакція зв'язування комплементу — РЗК, реакція пасивної гемаглютинації — РПГА), імуноферментного аналізу (ІФА), але для виключення можливих перехресних реакцій з іншими гельмінтами потрібно проводити дослідження крові разом з спинномозковим ліквором та слиною. В країнах розвиненої медицини для діагностиці цистицеркозу широко використовують імуноблотинг.

## Лікування
Для лікування використовують специфічні протигельмінтні препарати. Показаний празиквантел, який при нейроцистицеркозі ефективний у дозі 50 мг/кг на добу протягом 15 днів, у тяжких випадках — до 30 днів. Контролюють результати лікування за допомогою КТ, МРТ. Можливе використання альбендазолу від 15 мг/кг на добу протягом 8 і аж до 30 днів, при необхідності курс терапії може бути проведено повторно, через 2-3 тижні. При арахноїдиті, васкулітах антигельмінтні препарати поєднують з призначенням глюкокортикостероїдів. У гострому періоді нейроцистицеркозу призначають протисудомні та симптоматичні препарати, а лише потім — протигельмінтні засоби.
У деяких випадках показане хірургічне втручання. Воно, в першу чергу, необхідне в ситуації різкого підвищення тиску спинномозкової рідини, а також у хворих, у яких підвищений внутрішньочерепний тиск є пов'язаним з інтравентрикулярними кистами та гідроцефалією і у яких цистицерки локалізуються в зоні хіазми з наявністю запальної реакції й адгезивного арахноїдиту.

## Профілактика
Головним напрямком профілактичних заходів є санітарна освіта і виховання навичок гігієнічного поводження людини. Профілактика повинна бути спрямована на боротьбу як з личинковою, так і з статевозрілою стадіями свинячого ціп'яка. Беручи до уваги, що людина з теніозом є джерелом зараження цистицеркозом як людини, так і свиней, а свині, хворі на цистицеркоз, у свою чергу, є джерелом інвазування людини стрічковою формою паразита, то боротьба з цистицеркозом і теніозом повинна проводитися комплексно — медичними та ветеринарними службами.

## Цікаві факти
Протягом 1991-1992 років у чотирьох не зв'язаних між собою членів Ортодоксальної єврейської громади в США (Нью-Йорк), які не вживають в їжу свинину, відбулися судомні напади, через що у них було запідозрене ураження ЦНС. При обстеженні в них виявили нейроцистицеркоз, на якій вони імовірно заразилися від хатніх робітниць, що були з Латинської Америки і хворіли на теніоз.